# Witold Łasisz
Witold Łasisz (ur. 19 września 1926 w Czyżowie Szlacheckim, zm. 9 grudnia 1996 w Sandomierzu) – polski agrotechnik, poseł na Sejm PRL V i VI kadencji.

## Życiorys
Syn Stanisława i Władysławy. Uzyskał wykształcenie średnie. Pracował we własnym gospodarstwie rolnym w Grzybowie. W 1958 wstąpił do Polskiej Zjednoczonej Partii Robotniczej. W 1969 i 1972 uzyskiwał mandat posła na Sejm PRL w okręgu Busko-Zdrój. Przez dwie kadencje zasiadał w Komisji Kultury i Sztuki oraz w Komisji Rolnictwa i Przemysłu Spożywczego. Ponadto w trakcie V kadencji zasiadał w Komisji Komunikacji i Łączności, a w trakcie VI kadencji w Komisji Drobnej Wytwórczości, Spółdzielczości Pracy i Rzemiosła. W latach 1981–1986 był członkiem egzekutywy Komitetu Wojewódzkiego PZPR w Tarnobrzegu.

## Odznaczenia
- Złoty Krzyż Zasługi
- Srebrny Krzyż Zasługi
- Odznaka 1000-lecia Państwa Polskiego
- Srebrne Odznaczenie im. Janka Krasickiego
- Wpis do „Księgi zasłużonych dla województwa tarnobrzeskiego” (1982)[1]